# Johannes Müller Argoviensis
Johann Müller (Teufenthal, Argóvia, 9 de maio de 1828 — Genebra, 28 de janeiro de 1896) foi um botânico suíço especialista em líquenes. Ele publicou sob o nome de Johannes Müller Argoviensis para se distinguir de outros naturalistas com nomes semelhantes.

## Biografia
Müller nasceu em uma família de agricultores em 9 de maio de 1828 em Teufenthal, Suíça. Ele recebeu sua educação no ginásio Reinach e depois entrou na escola industrial de Aargau, onde era apaixonado por botânica e matemática. Incentivado por Hans Schinz, ele construiu um herbário da flora de Aargau. Em 1850 e 1851 ele estudou em Genebra e entrou em contato com os botânicos proeminentes Edmond Boissier e Alphonse Pyrame de Candolle (que lhe ofereceu o cargo vago de curador em seu herbário).
Na primavera de 1851, ele coletou no sul da França com Jean Étienne Duby. Os espécimes de herbário desta viagem foram posteriormente enviados para vários herbários na Europa. No ano seguinte, Müller viajou com Boissier para coletar plantas nos Alpes da Sabóia, no vale de Aoste e no Piemonte.
A Sociedade Suíça de Ciências Naturais publicou seu primeiro trabalho em 1857, Monographie de la famille des Résédacées, pelo qual recebeu o prêmio Candolle e obteve o Doutorado em Filosofia pela Universidade de Zurique. Em seguida, publicou trabalhos sobre Euphorbiaceae, Characeae, Apocynaceae, musgos e fungos. Seu catálogo anotado de líquenes, publicado em 1862, foi considerado uma obra padrão em sua época.
Ele foi nomeado instrutor em Genebra em 1868, encarregado do ensino de botânica médica e farmacêutica na Academia de Genebra a partir de 1871. Ele ocupou a cátedra em 1876 e aposentou-se em 1889 por motivos de saúde. Posteriormente, foi curador do herbário Delessert e diretor do Jardim Botânico de Genebra até sua morte em 28 de janeiro de 1896.

Ele serviu como presidente da Sociedade Botânica de Genebra de 1878 a 1882. Foi membro da Sociedade Linnaeana de Londres, da Sociedade Botânica Alemã, da Sociedade Botânica Real da Bélgica e de outras sociedades acadêmicas.